# Omsk
Omsk (rusky Омск) je město v Ruské federaci, na jižní Sibiři. Žije zde přibližně 1,10 milionu obyvatel, je sedmým největším městem Ruska a správním střediskem Omské oblasti. Je též centrem sibiřských kozáků, sídlem pravoslavného biskupa (omská eparchie) a sibiřského imáma.

## Poloha

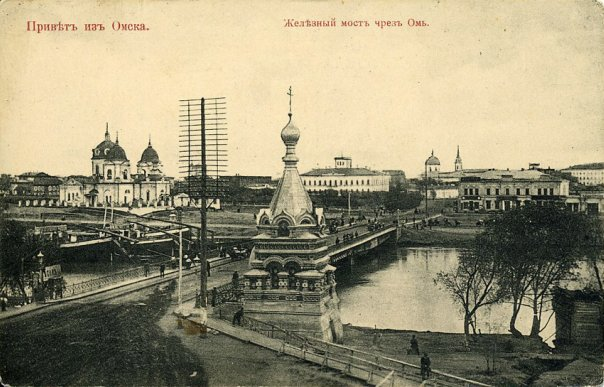
Omsk v roce 1905

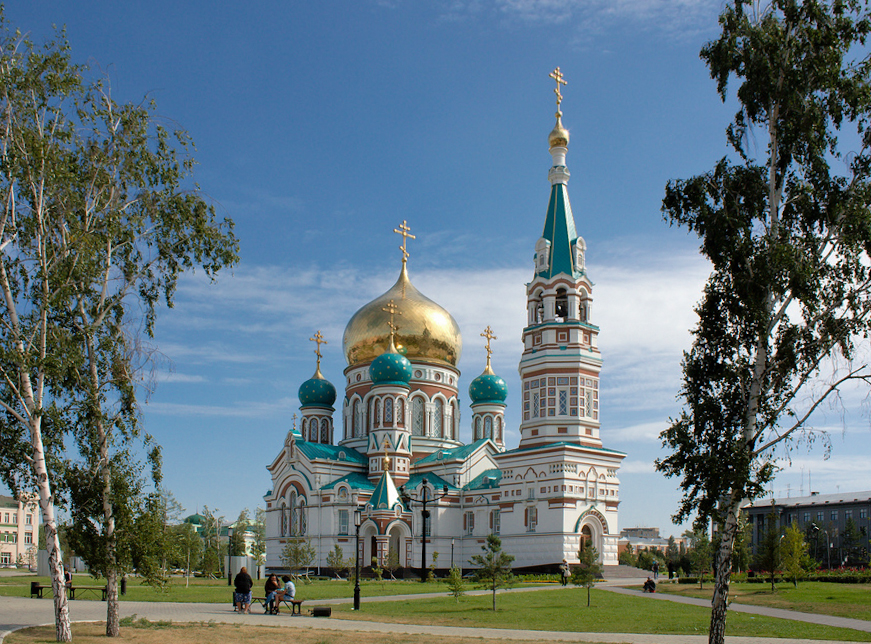
Uspenskij sobor (Katedrála Nanebevzetí Panny Marie)

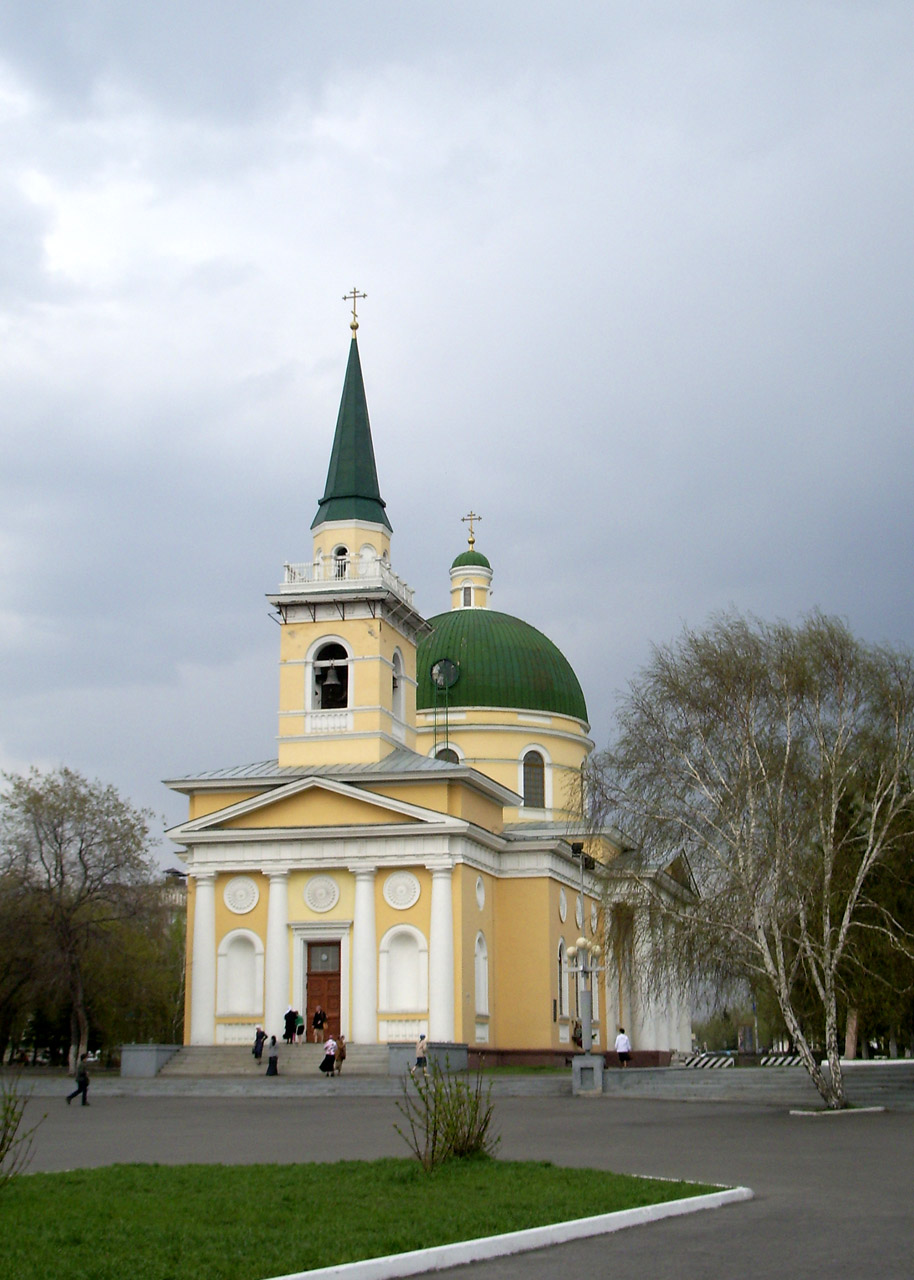
Kostel sv. Mikuláše

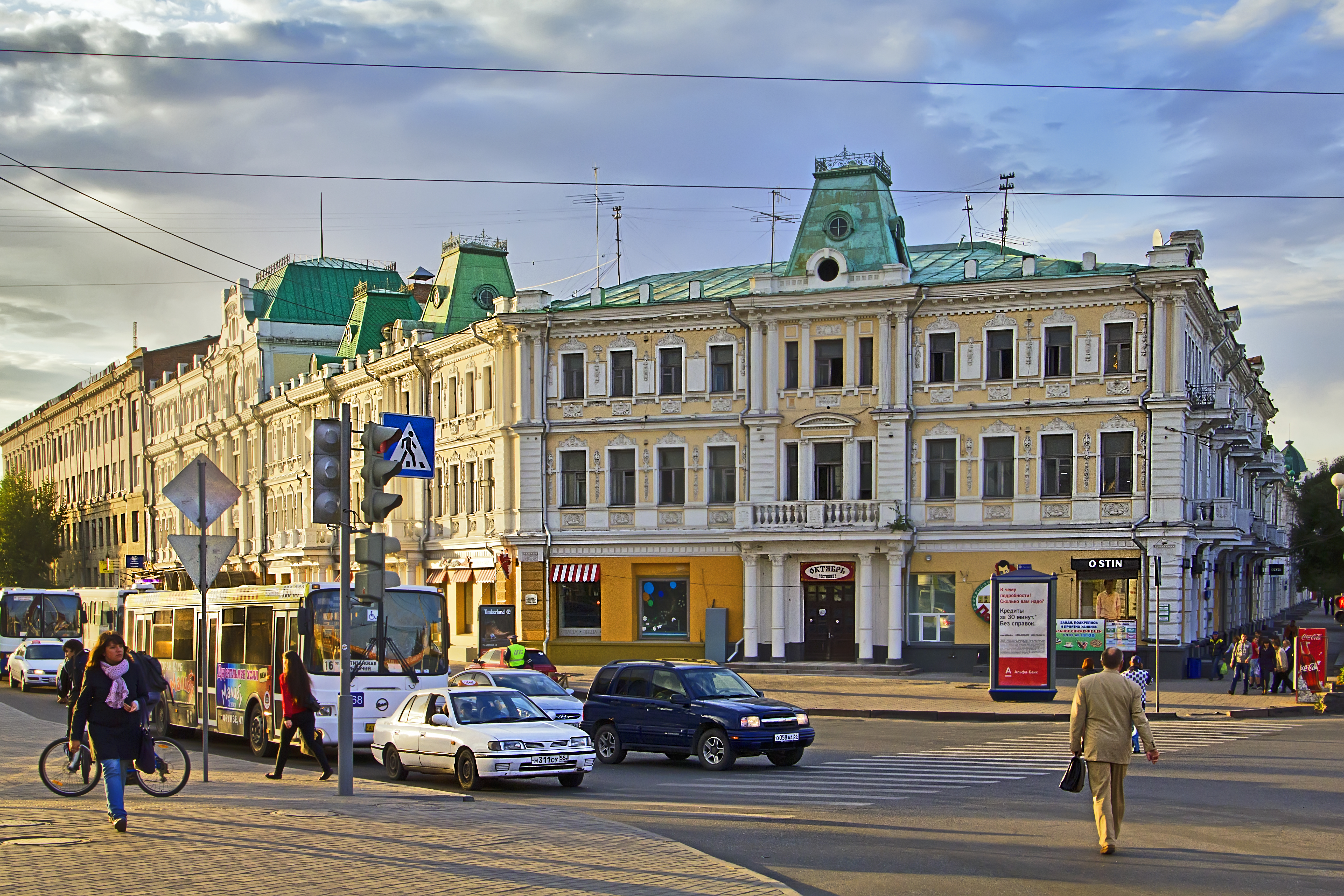
Ulice v Omsku

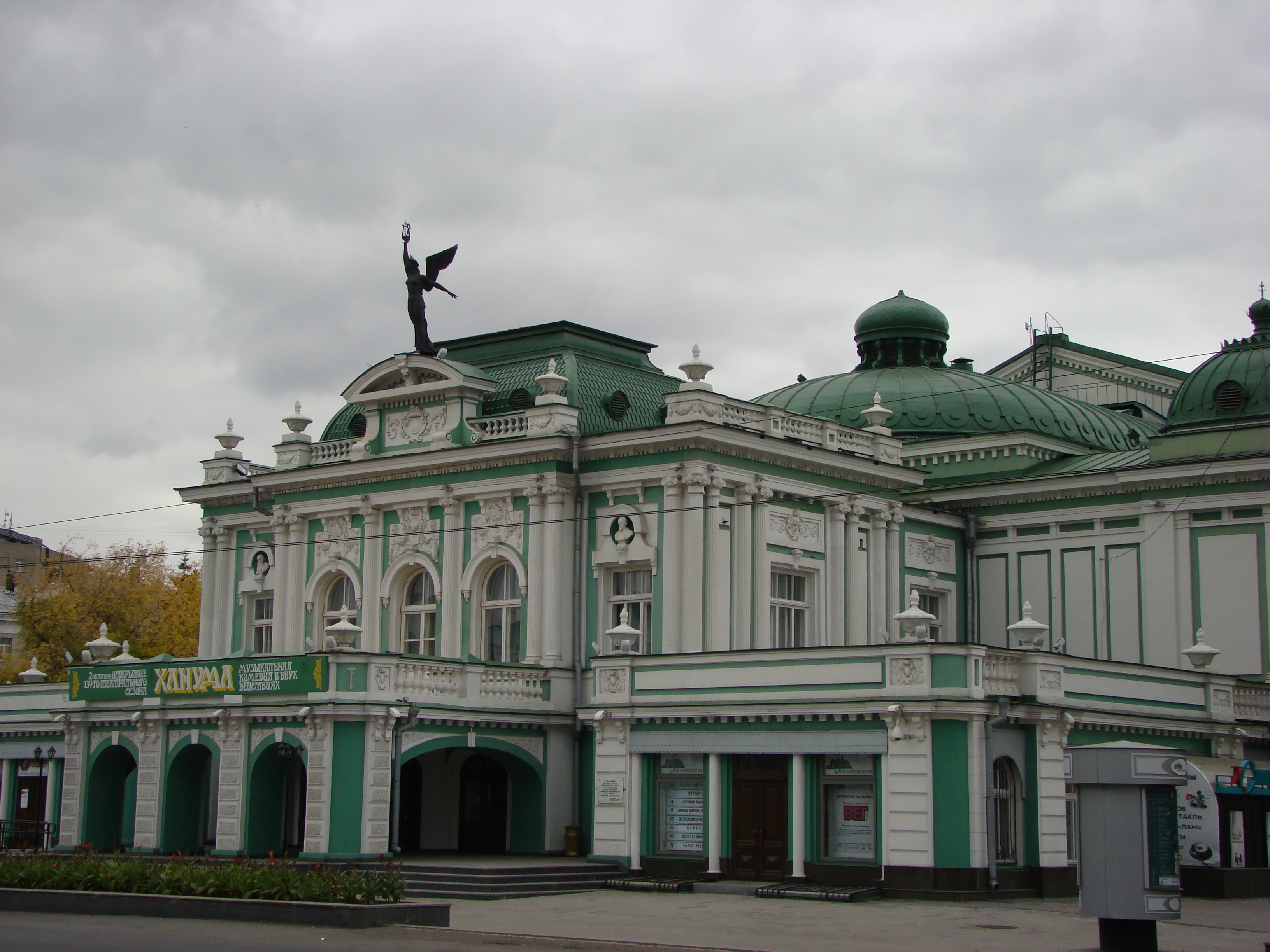
Omské státní divadlo

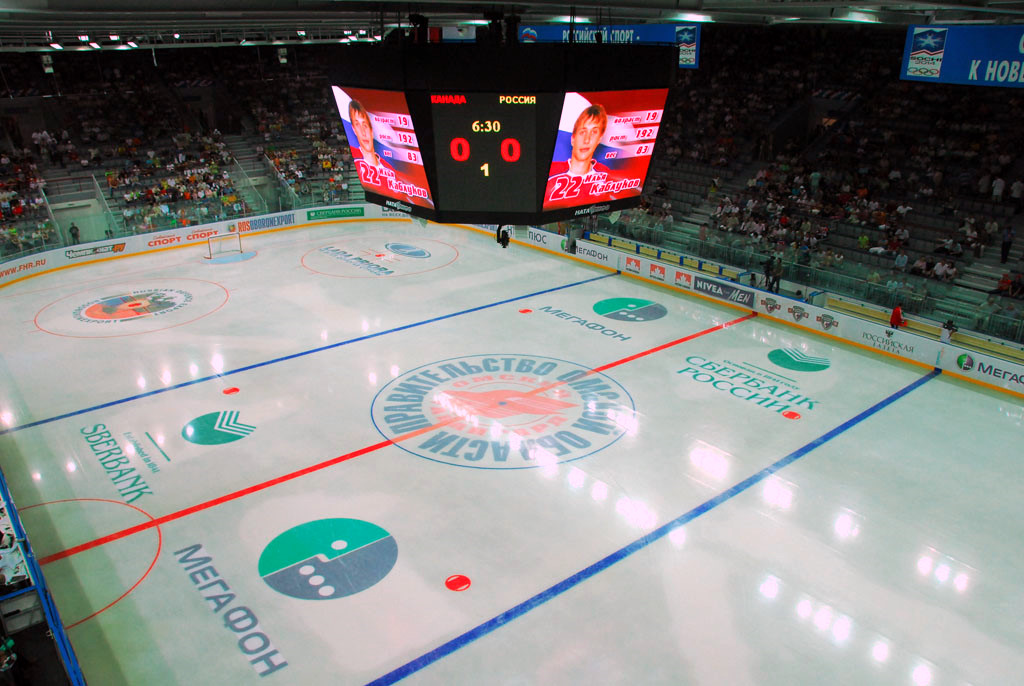
Interiér Omsk Arény

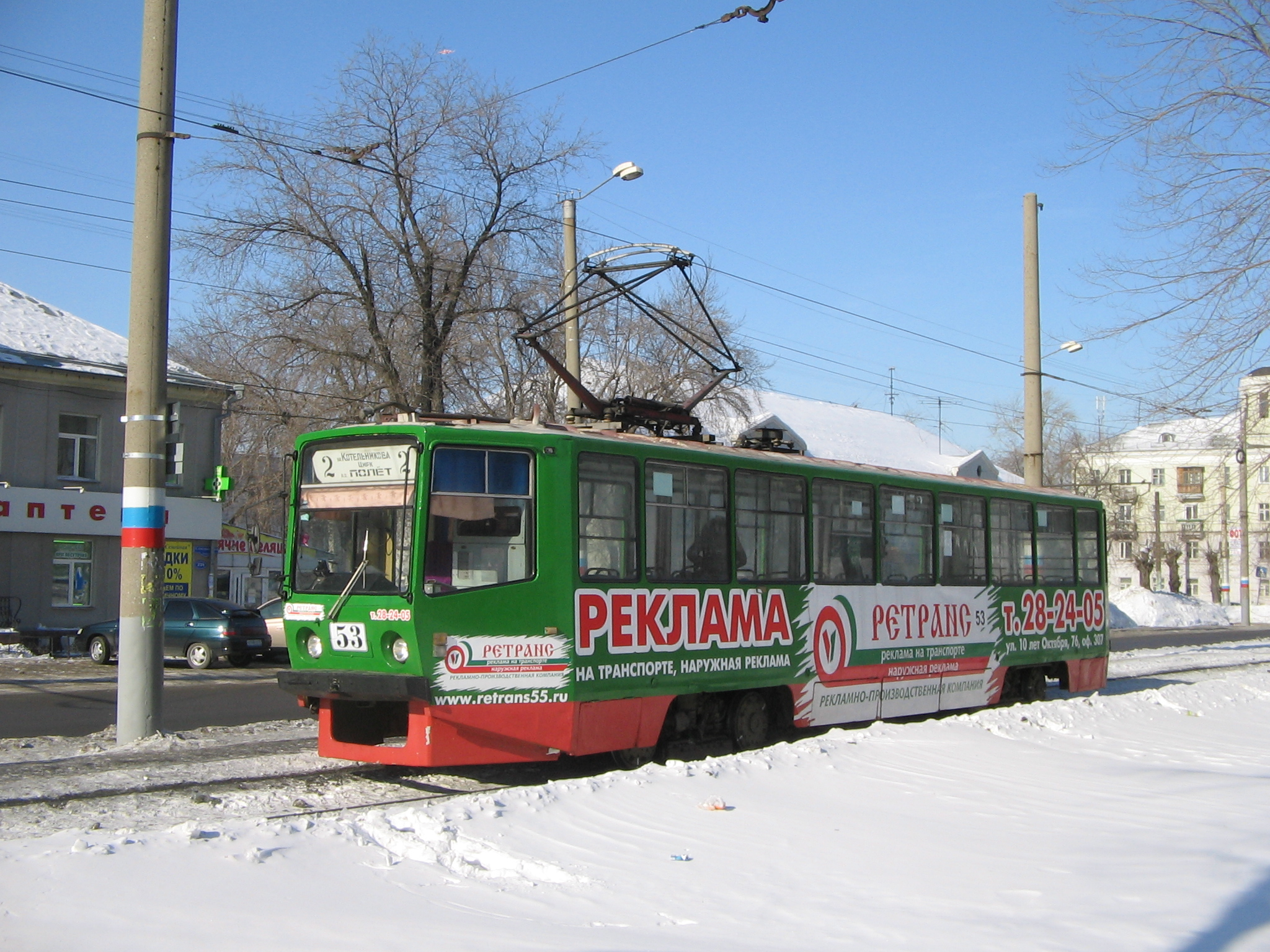
Omská tramvaj KTM-8

Omsk leží na Transsibiřské magistrále zhruba 2700 km východně od Moskvy na pravém břehu Irtyše, při ústí řeky Om, podle níž se město jmenuje. Omsk je příhraniční město, nedaleko hranice s Kazachstánem, na pomezí Barabinské stepi.

## Podnebí
Klima je kontinentální, suché, charakterizované dramatickými změnami teplot v průběhu roku. Průměrná denní teplota (souhrn za posledních třicet let) činí pro červen +20 °C, pro leden pak −19 °C. Často je však počasí extrémní a teploty dosahují až +40 °C v létě a −40 °C v zimě.

## Historie

### Omsk v době carského Ruska
V roce 1716 byla na soutoku Irtyše a Omu postavená dřevěná pevnost, která měla bránit rostoucí ruské impérium před vpády stepních nomádů (např. Kyrgyzů). Na sklonku 18. století byly Omsk povýšen na město (1782) a opevnění nahrazeno zděným, z něhož se dodnes dochovaly dvě brány – Tobolská a Tarská. Na začátku 19. století se stal Omsk centrem stepní oblasti (Kazachstánu) a západní Sibiře. Tehdy se zde nacházelo několik kostelů určených různým církvím, několik mešit, jedna synagoga, úřad gubernátora a vojenská akademie. Protože se hranice neustále posouvala na východ, význam města začal v 2. polovině 19. století upadat, byli sem posíláni vyhnanci, jako například Dostojevskij. Naštěstí přišla spása – Transsibiřská magistrála. Díky ní nastal od 90. let 19. století rozvoj, nastěhovalo se sem mnoho obchodních společností a obchodníků, byly otevřeny konzuláty západních zemí – Německa, Nizozemska a Velké Británie, ty zde zastupovaly obchodní zájmy svých zemí. Od roku 2013 je zde konzulát i České republiky.[zdroj?] Na začátku minulého století, v roce 1910, se Omsk zviditelnil uspořádáním Sibiřské zemědělské a průmyslové výstavy. Atmosféra města této doby nadchla zahraniční pozorovatele natolik, že se o Omsku vyjádřili jako o Chicagu Sibiře. Po Říjnové revoluci se sem stáhli monarchisté a během občanské války tu ustanovili nejprve pětičlenné demokratické „Direktorium“ a poté prozatímní vládu v čele s Alexandrem Kolčakem; Omsk byl prohlášen za hlavní město. Českoslovenští legionáři během svojí pouti na východ do Vladivostoku tu také pomáhali bílým udržet město a střežit carský zlatý poklad. V roce 1919 se Kolčakova vláda musela stáhnout do Irkutska a Omsk obsadili rudí.

### Omsk po VŘSR (1917)
Prvním aktem, který bolševici provedli, bylo přemístění všech úřadů správy západní Sibiře do Nikolajevska, který byl později přejmenován na Novosibirsk. To si vyžádalo masivní stěhování veškerých správních úřadů. Do této doby také zasahuje historie rivality mezi těmito dvěma městy. V roce 1934 se Omsk stal správním střediskem stejnojmenné oblasti. Dalším impulzem byla až 2. světová válka, během níž sem bylo přemístěno mnoho závodů ze západní části Sovětského svazu; mnohé z nich po válce ve městě zůstaly natrvalo. V 50. letech byl na sever od města vybudován komplex na zpracování ropy. Dnes patří společnosti Sibněft a je největší v Rusku.

### Omsk za Ruské federace
Od 90. let si Omsk jako celé Rusko hledá svoje místo v moderním světě. Hned po pádu SSSR se snažili různí obchodníci získat vliv ve velkých průmyslových podnicích. Právě Sibněft získal největší vliv i majetek nad nejvýnosnějšími podniky. Dnes má většinu moci ve městě ale regionální vláda, včetně kontroly nad médii. Roku 2005 byl jako první nový konzulát otevřený zastupitelský úřad Kazachstánu.

## Památky
Omsk má zachovalé historické centrum z konce 19. a prvních let 20. století. Většina omských památek se nachází u hlavní městské třídy – Ljubinského prospektu. Nachází se tu divadlo z 19. století, Při řece jsou k vidění i domy ze století 18. Katedrála Nanebevzetí Panny Marie byla vybudovaná v letech 1891–1898, po říjnové revoluci byla uzavřená a zdemolovaná v roce 1935, obnovená byla na začátku 21. století. Významná je tu i novoklasicistní katedrála sv. Mikuláše z roku 1843 od Vasilije Stasova. V roce 2016 bude u příležitosti 350 let od založení města dokončena výstavba kopie Vojenského chrámu vzkříšení ve stylu sibiřského baroka, který byl v roce 1959 zbourán. Také tu jsou památky na předříjnové obchodníky a sibiřské kozáky.

## Sport
V Omsku sídlí tyto sportovní týmy:
- Avangard Omsk – Kontinentální hokejová liga, Aréna Omsk
- Omička Omsk – Ženská Volejbalová Super Liga
- Irtyš Omsk – Ruská 3. Fotbalová liga
- Neftyanik Omsk – Basketbalová Superliga B

## Doprava
Městem prochází Transsibiřská magistrála. Asi pět kilometrů jihovýchodně od města se nachází mezinárodní Centrální letiště. Městskou dopravu obstarávají autobusy, trolejbusy, tramvaje a maršrutky. První linka Omského metra je nyní ve výstavbě.

## Osobnosti města
- Innokentij Fjodorovič Anněnskij (1855–1909), ruský symbolistický básník, překladatel a kritik
- Valerian Kujbyšev (1888–1935), bolševický revolucionář a prominentní sovětský politik
- Jurij Titov (* 1935), bývalý sovětský gymnasta, držitel devíti olympijských medailí
- Igor Letov (1964–2008), ruský punk rockový hudebník, zpěvák a kytarista
- Olga Grafová (* 1983), ruská rychlobruslařka, dvojnásobná bronzová medailistka ze ZOH 2014
- Alexej Tiščenko (* 1984), bývalý ruský amatérský boxer, dvojnásobný olympijský zlatý medailista
- Nikita Nikitin (* 1986), ruský hokejový obránce
- Lisa Ryzihová (* 1988), německá atletka, tyčkařka
- Jevgenija Kanajevová (* 1990), ruská moderní gymnastka
- Nikita Pivcakin (* 1991), ruský hokejový obránce
- Dmitrij Jaškin (* 1993), česko-ruský hokejový útočník

## Partnerská města
- Čeljabinsk, Rusko
- Čindžu, Jižní Korea
- Kaliningrad, Rusko
- Karlovy Vary, Česko
- Kchaj-feng, Čína
- Milwaukee, USA
- Novosibirsk, Rusko
- Ontario, Kanada
- Pavlodar, Kazachstán
- Petropavl, Kazachstán
- Púchov, Slovensko
- York Region, Kanada